# Togo
„Того“ (на английски: Togo) е американски исторически приключенски филм от 2019 г. на режисьора Ериксън Кор и е продуциран от Уолт Дисни Пикчърс. Във филма участват Уилям Дефо, Джулиан Никълсън, Кристофър Хейердал, Майкъл Гастон, Майкъл Макелхатън, Джейми Макшейн, Майкъл Грейес, Торбйорн Харр, Шон Бенсън и Николай Николаев. Пуснат е в стрийминг платформата Дисни+ на 20 декември 2019 г.